# Cabin Pressure
Cabin Pressure is een Britse sitcom op BBC Radio 4, uitgezonden tussen 2 juli en 6 augustus 2008 en geschreven door John Finnemore (bekend van Dead Ringers). De stemmen worden ingesproken door Roger Allam, Benedict Cumberbatch, Stephanie Cole en John Finnemore.

## Verhaallijn
Luchtvaartmaatschappij MJN Airlines heeft de ambitie de kleinste en efficiëntste ter wereld te zijn. De maatschappij heeft slechts één vliegtuig, een jet, die de bazin, Carolyn, bij de scheiding van haar echtgenoot heeft bemachtigd. De piloot, Martin, is onervaren en onzeker, en gefrustreerd door het feit dat iedereen hem voor een Eerste Officier houdt. Zijn Eerste Officier, Douglas, heeft daarentegen jarenlange prestigieuze ervaring, is veel ouder dan Martin en kan het moeilijk verkroppen dat hij niet zelf de piloot is. Voorts is er nog Carolyns zoon, Arthur, die (vaak dus letterlijk) met zijn hoofd in de wolken loopt: hij is al eind de twintig, maar heeft het verstand van een kleuter.
De humor in de reeks bouwt grotendeels op de gênante gezagscrises van Martin, het nonchalante gedrag van Douglas en de autoritaire uitbarstingen van Carolyn. De maatschappij loopt voortdurend het gevaar bankroet te gaan, terwijl de crew een loopje met de veiligheidsvoorschriften neemt en de meeste passagiers onuitstaanbaar blijken te zijn.
In totaal zijn er 27 afleveringen uitgezonden.